# Méjannes-le-Clap
Méjannes-le-Clap település Franciaországban, Gard megyében. Lakosainak száma 740 fő (2022. január 1.). Méjannes-le-Clap Fons-sur-Lussan, Goudargues, Lussan, Montclus, Rivières, Rochegude, Saint-André-de-Roquepertuis, Saint-Privat-de-Champclos és Tharaux községekkel határos.

## Népesség
A település népességének változása:
| Lakosok száma | 31   | 98   | 223  | 388  | 690  | 701  | 710  | 716  | 725  | 740  |
|               | 1968 | 1982 | 1990 | 2006 | 2013 | 2015 | 2017 | 2019 | 2020 | 2022 |